# Burdenis-Gletscher
Der Burdenis-Gletscher (bulgarisch ледник Бурденис lednik Burdenis) ist ein 6 km langer und 1,7 km breiter Gletscher im westantarktischen Ellsworthland. Im nordzentralen Teil der Sentinel Range im Ellsworthgebirge fließt er nördlich des Deljo- und südlich des Gerila-Gletschers von den Nordhängen des Mount Viets und den Südosthängen des Südgipfels der Long Gables in nordöstlicher Richtung und mündet gemeinsam mit dem Deljo- und Gerila-Gletscher nördlich des Bruguière Peak in den oberen Abschnitt des Ellen-Gletschers.
US-amerikanische Wissenschaftler kartierten ihn 1961 und 1988. Die bulgarische Kommission für Antarktische Geographische Namen benannte ihn 2014 nach dem Römerlager Burdenis im Süden Bulgariens.